# 활성슬러지 공법
활성슬러지 공법은 하수 처리 과정 중 하수에 산소를 공급하여 호기성 미생물이 번식하게 함으로써 오염물질을 줄이는 공법을 말한다. 호기성 미생물은 하수 속의 미립자와 부착하여 활성슬러지 플록(Activated sludge floc)을 만든다. 미생물에 의해 플록에 있는 유기물이 분해되고, 물은 정화된다. 활성슬러지 공법은 활성슬러지 플록을 여러번 재사용할 수 있다는 장점이 있다.

## 활성슬러지
활성슬러지(活性sludge,MLSS)는 환경공학에서 하수를 처리하는 과정에서 볼 수 있는 진흙탕 모양의 물질. 물속의 유기 물질이나 무기 물질을 산화하거나 환원하여 분해하는 능력을 가진다. 하수ㆍ폐수 처리 따위에 이용한다.

## 활성슬러지법 설계

### BOD 용적 부하
활성 슬러지법의 기본적 설계나 유지 관리에 이용된다. Q가 유입 수량, V가 폭기조 부피라 할 때,
{\displaystyle {\text{BOD 용 적  부 하 }}={\frac {{\text{BOD 농 도 }}\cdot Q}{V}}}

### F/M 비
t가 폭기 시간, MLSS가 폭기조 내의 부유물질(Mixed Liquor Suspended Solids)이라 하면,
{\displaystyle F/M={\frac {{\text{BOD 농 도 }}\cdot Q}{MLSS{\text{농 도 }}\cdot V}}={\frac {\text{BOD 농 도 }}{MLSS{\text{농 도 }}\cdot t}}}

### 슬러지 용적 지수(SVI)
슬러지 용적 지수(SVI)는 슬러지의 침강 농축성을 나타내는 지표이다. SVI가 낮을수록(50~150) 침전이 양호하고 슬러지 농축이 잘 되었음을 의미한다. 반면 SVI가 높을수록(200 이상) 침전이 잘 안되고 슬러지가 팽화(bulking)되었음을 의미한다.
{\displaystyle {\begin{aligned}SVI&={\frac {{\text{30분 간  침 전 된  슬 러 지  부 피 }}(SV)(mL/L)}{MLSS{\text{농 도 }}(mg/L)}}\times 1,000\\&={\frac {SV(\%)}{MLSS{\text{농 도 }}(mg/L)}}\times 10,000\\&={\frac {SV(\%)}{MLSS(\%)}}\end{aligned}}}

### 슬러지 밀도 지수(SDI)
슬러지 밀도 지수(SDI) 역시 슬러지의 침강 농축성을 나타내는 지표이다. SDI>0.7이면 침전이 양호함을 의미한다.
{\displaystyle SDI={\frac {100}{SVI}}}

## 회분식 활성슬러지공법
회분식 활성슬러지법(回分式活性sludge法)은 폐수에 포함된 유기물을 제거하기 위한 에스비알(SBR) 활성 슬러지 공법을 시간적인 흐름에 따라 재배치한 공법으로 분리조, 반송조(recycle tank), 침전조 따위가 없어도 혐기, 무산소, 호기 조건을 시간적으로 주어 질소와 인의 제거가 가능하다.

## 같이 보기
- A/O 공법
- UCT 공법
- SBR
- 생물막법

## 참고 자료
- KDS 61 50 00 :2017 수처리시설 설계기준 5.1.7 찌꺼기(슬러지) 침강성
- 《토목기사 블랙박스 하권》. 한솔아카데미. 2020.
- 이종형 외. 《상하수도 공학》 5판. 구미서관.
- (우리말샘) 활성슬러지, 연속회분식활성슬러지법 등